# Sedoheptulóza-7-fosfát
Sedoheptulóza-7-fosfát je ester kyseliny fosforečné a sedoheptulózy, vyskytující se jako meziprodukt pentózofosfátového cyklu. Vzniká (společně s glyceraldehyd-3-fosfátem) z xylulóza-5-fosfátu a ribóza-5-fosfátu působením transketolázy a reakcí s glyceraldehyd-3-fosfátem se pomocí transaldolázy mění na fruktóza-6-fosfát a erythróza-4-fosfát.
Enzym sedoheptulokináza vytváří sedoheptulóza-7-fosfát a ADP ze sedoheptulózy a ATP.
Sedoheptulóza-bisfosfatáza vytváří sedoheptulóza-7-fosfát ze sedoheptulóza-1,7-bisfosfátu a vody, přičemž se uvolňuje fosfát.